# 飯村いづみ
飯村いづみ（いいむら いづみ、本名：吉村 いづみ（よしむら いづみ）、1972年1月22日 - ）は、日本の元女優、元モデル・タレント。埼玉県出身。夫はタレントの吉村明宏。

## 来歴・人物
1991年度準ミス日本・1992年度準ミス日本・1993年度ミス日本受賞。ミス日本受賞と同時にヌード写真集で芸能界デビューし、ドラマ・バラエティー・映画・Vシネマ・グラビア等で活躍する。
1996年、吉村明宏との結婚を機に芸能活動を休止。現在は本名の吉村いづみ名義でしばしば夫と共に旅番組やバラエティ番組に出演する事がある。

## 出演作品
- どチンピラ　（1993年2月26日、監督：村田忍）
- 女教師2　（1995年8月4日、監督：霜村裕）

## 写真集
- 処女航海　（1992年12月発行、撮影：横木安良夫、学研）
- 時差　（1993年12月発行、撮影：小谷茂、ワニマガジン社）